# Anolis whitemani
Anolis whitemani este o specie de șopârle din genul Anolis, familia Polychrotidae, descrisă de Williams 1963. A fost clasificată de IUCN ca specie cu risc scăzut.

## Subspecii
Această specie cuprinde următoarele subspecii:
- A. w. whitemani
- A. w. lapidosus
- A. w. breslini